# Ducetia triramosa
Ducetia triramosa är en insektsart som beskrevs av Sigfrid Ingrisch 1990. Ducetia triramosa ingår i släktet Ducetia och familjen vårtbitare. Inga underarter finns listade i Catalogue of Life.